# Ramsey Campbell
John Ramsey Campbell (Liverpool, 4 januari 1946) is een Britse schrijver van speculatieve fictie- en horrorverhalen. Hij won onder meer vijf World Fantasy Awards, twee Bram Stoker Awards en dertien British Fantasy Awards voor zijn boeken en korte verhalen.

## Biografisch
Campbell begon in zijn tienerjaren met het schrijven van spookverhalen en stuurde die op naar verschillende tijdschriften. Hoewel die niet meteen werden geplaatst, kreeg hij wel bemoedigende reacties. Campbell werd in die tijd zelf fan van de verhalen van H.P. Lovecraft, Arthur Machen en John Dickson Carr. Nadat hij op zijn zestiende van school afging, begon hij zijn eerste losse verhalen te verkopen. August Derleth kocht het door Lovecraft geïnspireerde The Church in High Street aan en nam het in 1962 op in de bundel Dark Mind, Dark Heart. Dit werd zo Campbells eerste gepubliceerde werk. Hij schreef in de jaren die volgden vervolgens verschillende andere verhalen binnen de Cthulhu Mythos.
Campbell bracht in 1964 zijn eerste volledige eigen werk uit, de verhalenbundel The Inhabitant of the Lake and Less Welcome Tenants. Ook die bestond uit Lovecraft-pastiche en werd uitgegeven door Derleths uitgeverij Arkham House. Campbell  schreef hierin niet alleen verhalen binnen het Lovecraft-universum, maar breidde dit ook uit met zelf ontworpen gebieden, zoals 'Severn Valley'. Hierin behield hij eenzelfde sfeer, maar kon hij ook volledig eigen creaties en toevoegingen kwijt. Hierbij bleef hij in overleg met Lovecraft-deskundige Derleth.
Na zijn eerste publicaties distantieerde Campbell zich een tijd van het werk en de invloed van Lovecraft. In plaats daarvan liet hij zich inspireren door totaal andere schrijvers als Vladimir Nabokov, Robert Aickman, Iris Murdoch en Henry Miller. Hij wilde zo een veelzijdiger auteur worden en een eigen stijl ontwikkelen. Later toonde hij zich toch ook weer een bewonderaar van Lovecraft. Na het verschijnen van zijn verhalenbundel Demons by Daylight in 1973 werd Campbell voltijd schrijver. Hij bracht in 1976 zijn eerste van meer dan dertig boeken uit, The Doll Who Ate His Mother. Daarmee begon hij aan een reeks titels waarin hij 'het kwaad' in allerlei facetten centraal stelt.
Naast zijn eigen werk bewerkte Campbell in 1977 drie films van Universal tot romanversies: The Bride of Frankenstein, Dracula's Daughter en The Wolf Man. Dit deed hij in alle drie de gevallen onder het pseudoniem 'Carl Dreadstone'.

### Boeken
- 1976 - The Doll Who Ate His Mother
- 1969 - The Face That Must Die
- 1980 - The Parasite (ook verschenen als To Wake the Dead[2], (British Fantasy Award))
- 1981 - The Nameless  (ook verschenen als Night of the Claw)
- 1983 - The Claw (onder het pseudoniem 'Jay Ramsay')
- 1983 - Incarnate (British Fantasy Award)
- 1985 - Obsession
- 1986 - The Hungry Moon (British Fantasy Award)
- 1988 - The Influence (British Fantasy Award)
- 1989 - Ancient Images
- 1990 - Midnight Sun (British Fantasy Award)
- 1991 - The Count of Eleven
- 1993 - The Long Lost (British Fantasy Award)
- 1995 - The One Safe Place
- 1996 - The House on Nazareth Hill (ook verschenen als Nazareth Hill )
- 1998 - The Last Voice They Hear
- 2000 - Silent Children
- 2001 - Pact of the Fathers
- 2003 - The Darkest Part of the Woods
- 2004 - The Overnight
- 2005 - Secret Stories
- 2007 - The Grin of the Dark (British Fantasy Award)
- 2008 - Thieving Fear
- 2009 - Creatures of the Pool
- 2010 - The Seven Days of Cain
- 2011 - Ghosts Know
- 2012 - The Kind Folk
- 2014 - Think Yourself Lucky
- 2015 - Thirteen Days by Sunset Beach
- 2016 - The Searching Dead (deel 1 van The Three Births of Daoloth)
- 2017 - Born to the Dark  (deel 2 van The Three Births of Daoloth)
- 2018 - The Way of the Worm (deel 3 van The Three Births of Daoloth)
- 2020 - The Wise Friend
- 2021 - Somebody's Voice
- 2022 - Fellstones
- 2023 - The Lonely Lands

### Novelles
- 1987 - Medusa (later ook opgenomen in Strange Things and Stranger Places)
- 1990 - Needing Ghosts (later ook opgenomen in Strange Things and Stranger Places)
- 2013 - The Last Revelation of Gla'aki
- 2013 - The Pretence
- 2016 - The Booking
- 2020 - The Enigma of the Flat Policeman (A Little Green Book of Grins & Gravity)
- 2021 - The Village Killings

### Verhalenbundels
- 1964 - The Inhabitant of the Lake and Less Welcome Tenants
- 1973 - Demons by Daylight
- 1976 - The Height of the Scream
- 1982 - Dark Companions
- 1985 - Cold Print
- 1986 - The Tomb Herd and others
- 1986 - Night Visions 3
- 1986 - Black Wine
- 1987 - Ghostly Tales
- 1987 - Dark Feasts: The World of Ramsey Campbell
- 1987 - Scared Stiff: Tales of Sex and Death
- 1991 - Waking Nightmares
- 1993 - Alone with the Horrors (World Fantasy Award en Bram Stoker Award)
- 1993 - Strange Things and Stranger Places
- 1995 - Tales from Merseyside (audio-uitgave)
- 1996 - Far Away & Never
- 1998 - Ghosts and Grisly Things
- 2003 - Told by the Dead
- 2008 - Inconsequential Tales
- 2009 - Just Behind You
- 2013 - Holes for Faces
- 2015 - Visions from Brichester
- 2016 - Limericks of the Alarming and Phantasmal
- 2018 - By the Light of My Skull
- 2019 - The Companion & Other Phantasmagorical Stories
- 2020 - The Retrospective & Other Phantasmagorical Stories
- 2020 - Masters of the Weird Tale: Ramsey Campbell, Vols. 1 & 2
- 2021 - The Village Killings & Other Novellas
- 2021 - Exploring Dark Fiction #6: A Primer to Ramsey Campbell
- 2023 - Fearful Implications